# Arturo Toscanini
Arturo Toscanini   (Parma, 25 de març de 1867 - Manhattan i Riverdale, 16 de gener de 1957) fou un director d'orquestra italià. És considerat per molts crítics, músics i molta de l'audiència que escolta música clàssica, com el director més important de la seva època. Era cèlebre per la seva intensitat brillant, el seu perfeccionisme inquiet, la seva oïda fenomenal i la seva memòria fotogràfica que li donaven un domini extraordinari d'un ample repertori d'obres per a orquestra i òperes. Aquestes capacitats li van permetre de fer indicacions molt precises sobre com interpretar la partitura, fent aportacions en llocs que havien passat per alt a altres directors.

## Primers anys
Toscanini va néixer a Parma, Emília-Romanya, i va guanyar una beca al conservatori de música local, on estudià violoncel. Formà part de l'orquestra d'una companyia d'òpera amb la qual visità Amèrica del Sud el 1886. En la representació d'Aida a Rio de Janeiro, el director de l'orquestra va ser esbroncat per l'audiència i va ser obligat a marxar. Encara que no tenia cap experiència com a director, van demanar a Toscanini que assumís la direcció, i realitzà una magnífica interpretació completament de memòria. Així, a l'edat de 19 anys, començà la seva carrera com a director.
El 1887 Toscanini participava, des del seu lloc en la secció de violoncels, en l'estrena mundial de l'Otello de Verdi a La Scala, sota la supervisió del compositor. Verdi, que habitualment es queixava que els directors mai no semblaven interessats a tenir en compte les seves indicacions a les partitures, va quedar impressionat pels informes d'Arrigo Boito sobre la manera d'interpretar la partitura de Toscanini, i el mateix passà quan Toscanini va fer consultes a Verdi, fent-li suggeriments sobre un ritardando on no estava escrit. Verdi va comentar que només un veritable músic hauria sentit la necessitat de fer aquell ritardando.
La reputació del jove músic com un director d'òpera amb una autoritat i habilitat inusual van anar substituint la seva carrera de violoncelista. En la dècada següent consolidà la seva carrera a Itàlia, i dirigí les estrenes mundials del La Bohème de Puccini i Pagliacci de Leoncavallo. El 1896 dirigí el seu primer concert simfònic, amb obres de Schubert, Brahms, Txaikovski i Wagner, a Torí. El 1898 va ser director resident a La Scala de Milà on hi va estar fins al 1908, tot i que més endavant va retornar en diverses ocasions durant els anys 20. Dirigí l'Orquestra de La Scala en una gira de concerts pels Estats Units durant 1920 i 1921 i va ser durant aquella gira que Toscanini va realitzar els seus primers enregistraments.

## Projecció internacional
Fora d'Itàlia dirigí, des 1908 fins a 1915, la Metropolitan Opera de Nova York, en què li va succeir Georges Polacco. L'any 1925 descobrí en un concert a la gran cantat Marian Anderson i l'impulsà en llur carrera vers l'èxit. Dirigí des de 1926 fins a 1936, l'Orquestra Filharmònica de Nova York. Amb aquesta darrera orquestra l'any 1930 va fer una gira per Europa en la que tant ell com l'orquestra van ser aclamats per crítics i audiències. També amb aquesta orquestra van actuar al Festival de Bayreuth (1930-1931) i així Toscanini va ser el primer director no alemany en dirigir en aquest prestigiós festival.
Dirigí al Festival de Salzburg (1934-1937) i també en el concert inaugural (1936) de l'Orquestra Simfònica de Palestina (actualment, Orquestra Filharmònica d'Israel) a Tel-Aviv, amb actuacions posteriors a Jerusalem, Haifa, El Caire i Alexandria.

## L'Orquestra Simfònica de la NBC

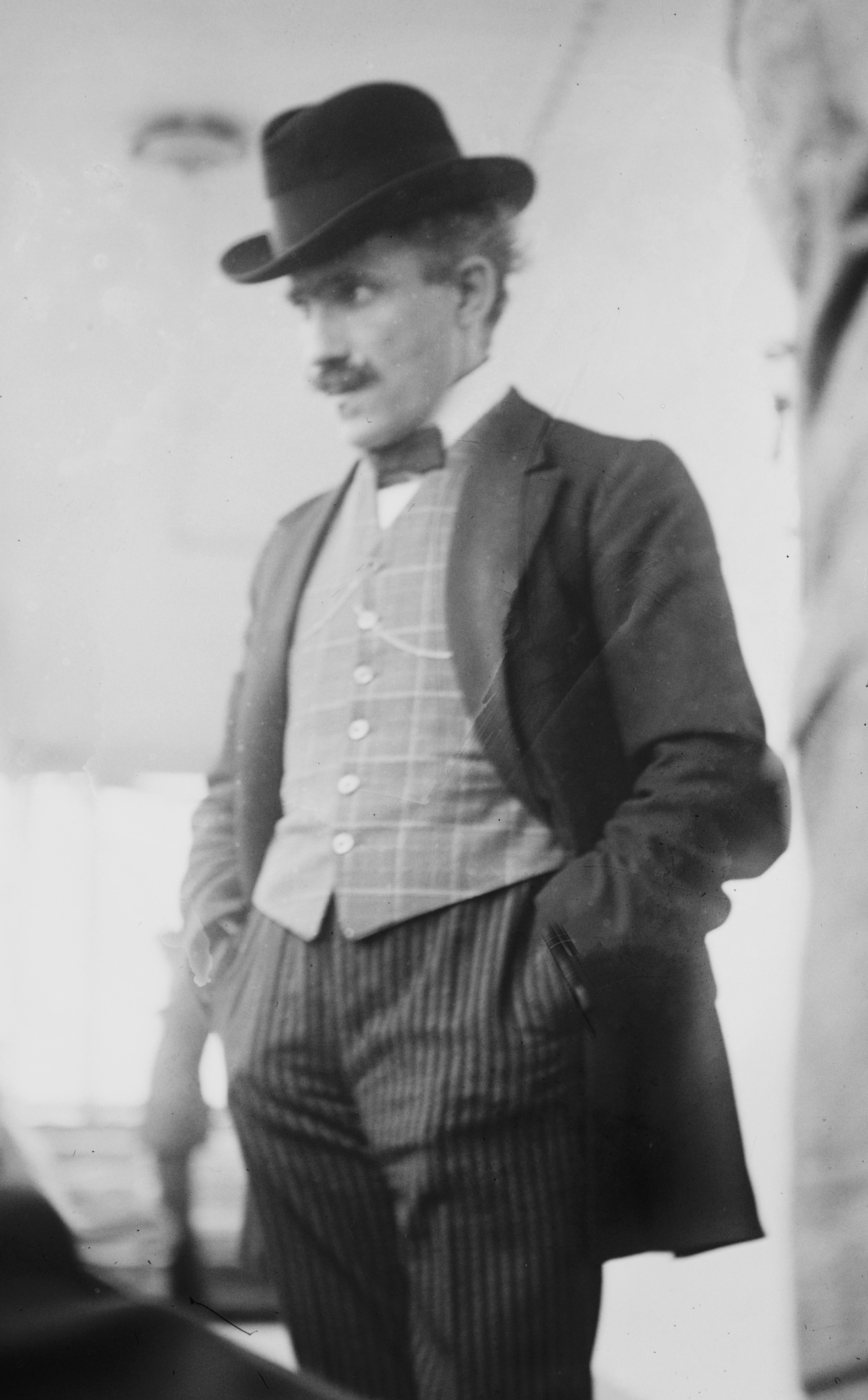
Arturo Toscanini

L'any 1937, a causa del feixisme italià i el nazisme alemany, als quals s'oposava fermament, Toscanini marxà als Estats Units, on es volia crear l'Orquestra Simfònica de la NBC. Dirigí el primer concert el 25 de desembre de 1937, en l'Estudi 8-H de la NBC, en el Rockefeller Center de Nova York. Un dels problemes va ser l'acústica de la sala que era molt seca; finalment, el 1939 es va aconseguir millorar la sonoritat de l'estudi incrementant la reverberació.
Toscanini va ser criticat molt sovint per deixar de banda la música de compositors dels Estats Units. Tot i haver-hi una part de raó, també cal recordar que el 1938 dirigí les estrenes mundials de dues obres de Samuel Barber: l'Adagio per a cordes i l'Assaig per a orquestra número 1. El 1945 enregistraren en el Carnegie Hall la Grand Canyon Suite de Ferde Grofé i Un americà a París de George Gershwin. També cal destacar l'enregistrament per a la ràdio de diverses obres de compositors americans com la Rhapsody in blue de Gershwin, amb Benny Goodman al clarinet.
El 1940, realitzà una gira per Amèrica del Sud. Poc després aparegueren desacords amb la NBC que finalment es resolgueren i continuà dirigint l'orquestra. La novetat va ser que Leopold Stokowski s'incorporà com a director convidat.
L'estiu de 1950, Toscanini realitzà una gran gira mundial amb l'orquestra. A causa de la seva intensa activitat divulgadora amb emissions radiofòniques, gires i molts enregistraments, se l'ha considerat el primer director "superstar" dels mitjans de comunicació moderns.
Els concerts de la NBC continuaren realitzant-se bàsicament a l'Estudi 8-H fins al 1950, any en què es traslladaren al Carnegie Hall. La darrera emissió radiofònica va realitzar-se en aquesta sala de concerts el 4 d'abril de 1954 oferint un programa amb música de Wagner. Durant aquest concert Toscanini va patir un lapse de memòria provocat per un atac d'isquèmia cerebral transitòria. Mai més va tornar a dirigir en públic. El juny del mateix any va participar en els seus darrers enregistraments interpretant, per qüestions comercials, fragments de dues òperes de Verdi.
Toscanini tenia 87 anys quan es va retirar. La NBC Symphony es reorganitzà i canvià el nom com a Symphony of the Air, fent diverses actuacions i enregistraments, fins a la seva dissolució el 1963.

## Anys finals
Amb l'ajuda del seu fill Walter, Toscanini va passar els darrers anys editant cintes i transcripcions de les seves actuacions amb l'orquestra de la NBC. Els enregistraments "aprovats" van ser editats per RCA Victor, que també ha proporcionat els seus enregistraments amb l'Orquestra de La Scala, l'Orquestra Filharmònica de Nova York, i l'Orquestra de Filadèlfia. Els seus enregistraments amb l'Orquestra Simfònica de la BBC van ser editats per EMI. Les dues companyies també han editat en CD enregistraments no autoritzats per Toscanini. Entre aquests cal destacar les dues darreres emissions radiofòniques estereofòniques amb la NBC.
Va morir a Nova York el 16 de gener de 1957, a l'edat de 89 anys; el seu cos va retornar a Itàlia on fou enterrat al Cimitero Monumentale de Milà. El 1987 se li atorgava a títol pòstum el Grammy Lifetime Achievement Award.

## Toscanini i els crítics
Durant la seva carrera, Toscanini va ser virtualment idolatrat pels crítics, així com pels companys músics i del públic. Gaudia de la classe d'aclamació crítica que pocs músics han tingut. El novembre de 1947, des de la revista Time se'l proposava com l'Home de l'Any.
Durant els darrers anys, tanmateix, ha aparegut una nova generació de crítics, que mai el van sentir dirigir en viu, que han realitzat una important crítica revisionista. Aquests crítics afirmen que Toscanini és un director sobreestimat, que sovint insultava a membres de les seves orquestres i era el responsable de realitzar actuacions dures i emocionalment estèrils.
Segons Harvey Sachs, Mortimer Frank, i B.H. Haggin, aquest tipus de crítica es fonamenta, en part, en suposicions falses i informació errònia. Frank, en seu llibre sobre Toscanini, The NBC Years, refuta bastant durament aquest revisionisme, i assenyala l'autor Joseph Horowitz, autor de Understanding Toscanini, com el principal culpable. Frank afirma que aquest fenomen ha influït en els oients més joves i crítics i, com a conseqüència, la reputació, extraordinàriament alta en vida del director, ha patit una decadència.
Al contrari, Joseph Horowitz afirma que els que mantenen viva la llegenda sobre Toscanini són membres d'un "culte Toscanini", idea que Frank tampoc refusa. Alguns crítics, entre els quals destaca Virgil Thomson, han atacat Toscanini per no dedicar prou atenció al "repertori modern"; també Joseph Horowitz s'afegeix a aquest tipus de crítica. Els que el defensen afirmen que això no és del tot cert i destaquen l'alta estimació que Toscanini tenia per compositors com Claude Debussy.

## Estrenes destacades
- Leoncavallo, Pagliacci, Teatro dal Verme, Milà, 21 de maig de 1892
- Puccini, La bohème, Teatro Regio, Torí, 1 de febrer de 1896
- Puccini, La fanciulla del West, Metropolitan Opera, Nova York, 1910
- Puccini, Turandot, Teatro alla Scala, Milà, 25 d'abril de 1926
- Barber, Adagio for Strings, NBC Symphony Orchestra, Nova York, 5 de novembre de 1938